# Banco de Sudán del Sur
El Banco de Sudán del Sur es el banco central de la República de Sudán del Sur. Establecido en julio de 2011, mediante la Ley del Banco de Sudán del Sur, 2011, reemplazó al ahora desaparecido Banco del Sudán Meridional, una sucursal del Banco de Sudán, que había servido como banco central de Sudán del Sur, durante el período comprendido entre febrero de 2005 y julio de 2011. El banco es propiedad del Gobierno de Sudán del Sur.

## Ubicación
El banco mantiene su sede en la ciudad de Yuba, la capital de Sudán del Sur, con sucursales en las ciudades de Wau, Yei y Malakal. 

## Organización y gobernanza
El Banco de Sudán del Sur es el banco central de la República de Sudán del Sur. Está encabezado por el Gobernador del Banco de Sudán del Sur. El Banco es la única institución que tiene el mandato constitucional de emitir la libra de Sudán del Sur. 

## Funciones
Las principales funciones del Banco de Sudán del Sur son: 
1. Funcionar como el banco central de Sudán del Sur.
2. Para establecer y supervisar servicios bancarios convencionales en Sudán del Sur, incluidas las licencias a instituciones financieras de acuerdo con las normas y reglamentos emitidos por la junta directiva.
3. La administración del banco está a cargo del Gobernador del Banco de Sudán del Sur, que administrará el sistema bancario convencional en Sudán del Sur de acuerdo con las normas, regulaciones y políticas vigentes.
4. Actuar como banco del Gobierno de Sudán del Sur, como asesor y agente del mismo en asuntos monetarios y financieros.
5. En el desempeño de los deberes, responsabilidades y mandatos así requeridos e impuestos, ejercer el poder y la autoridad de supervisión así conferidos, de manera consistente con las ordenanzas y regulaciones estipuladas en las leyes que rigen al banco.
6. El Banco de Sudán del Sur estará a cargo de supervisar y regular los bancos comerciales en Sudán del Sur.

## Administración

### Oficiales principales
- Dier Tong Ngor - Gobernador
- Albino Dak Othow - Primer subgobernador de política y banca
- Odera Ochan Inocente - Subgobernador de Administración y Finanzas
- Samuel Samuel - Director General de Operaciones de Moneda y Banca
- Yeni Samuel Costa - Director General de Administración y Finanzas
- Moses Makur Deng - Director General de Supervisión Bancaria, Investigación y Estadística.

### Gobernadores
1. Elijah Malok Aleng: julio de 2005-agosto de 2011[3]
2. Kornelio Koriom Mayiek: agosto de 2011-enero de 2016
3. Othom Rago Ajak: enero de 2017-9 de mayo de 2018
4. Dier Tong Ngor: 9 de mayo de 2018-actualidad